# 国民保健署 (英格兰)
國民保健署（英语：National Health Service），简称NHS，是大不列颠及爱尔兰联合王国构成国中英格兰的公费医保系统，全球最大的单一保险人制度医疗体系。这一体系主要由英国政府资助，并隶属于英国卫生部的行政管辖。所有的合法英国公民可以通过英格兰国民保健署获得医疗保健服务，其中大部分项目是免费的。针对所有外来人员，包括游客在内，急救、传染病治理等项一律免费。
NHS体系创建的核心理念为在需要时提供免费的医疗服务。于1942年发表的《貝弗里奇報告》奠定了这一理念，并由艾德礼领导的工党政府在1948年用于建立國民保健署。在实践中，这一理念的对象意指任何在系统内注册的合法个体，包括联合王国所有的合法居民，但不包括不居住在境内的公民。他们可以免费接受所有属于危急或非危急病情的医疗，只有少数特定的项目如验光、牙齿护理、处方药配置以及长期护理等需要付费。这些收费项目的花费普遍低于私人医疗机构提供的同等服务，且其中多数会免费提供给低收入、残障病人。
NHS体系提供了英格兰境内绝大多数的医疗服务，这包括初級照護、住院治疗、长期护理、眼科和牙科的服务。于1948年7月5日生效的《1946年国民医疗服务法令》明确了政府需要为公共医疗卫生承担的责任，明确了这些服务的免费性质。自此开始，私人医疗体系与NHS体系相平行，现今约8%的人口使用私人的医疗保险，多数为NHS服务外附加的。
NHS的资金主要来源于普通税收，还有一小部分来自于国家保险金以及根据2014年移民法令所带来的税收。英国政府中对NHS体系负责的是以英国卫生大臣为首的卫生部。在2018年1月9日，卫生部被重命名为卫生和社会照顾部。在2013-2014季度中，卫生部拥有约1100亿英镑的预算，其中绝大部分被用于NHS。
2017年，英国媒体BBC报道了卫生部下属的独立机构治疗质量委员会指出NHS体系不堪重负，有着不稳的未来。至2019年，NHS内部高层发出警告，认为体系内医生与护士的极度短缺已经为病患的安全和医疗质量带来风险。

## 体系构架
英国国民保健署是由联合王国内不同构成国的法律建立的，因此英国全国有四个平行的NHS体系：英格兰国民保健署、苏格兰国民保健署、威尔士国民保健署和北爱尔兰卫生与社会護理署，其中只有英格兰國民保健署正式名称为NHS。这四个体系在1999年被各自国家政府进行管理前都由联合政府进行运营。2009年，英格兰地区的NHS宪章被推出，它列明了体系本身、下属员工及客户群体的法律权益及责任。同时，宪章也针对NHS的运行做出附加的非约束性承诺。
《2012年健康与社会保障法令》于2013年4月生效，它给予了以家庭医生为主的群体被委托提供大部分NHS地方性服务的责任。家庭医生为主的组织被称为临床委托小组(CCG)，它替代了此前的初级保健信托(PCT)。在新的构架中，隶属于卫生部的NHS委托委员会监管了NHS的运营。这一法案也被认为和在NHS服务中增幅的第三方供应有关，在此法案前已有这一情况的出现。对监控局在法案下新的身份也引起了担忧，认为这可能会导致私人企业竞争的增加，带来对私企、慈善机构及NHS提供的医疗的选择之间的平衡。
一些NHS组织为节省NHS的拨款，它们通过转诊管理中心来提高转诊效率。这类服务每年花费高达数百万英镑，自2013年以来，其中32%是由私企提供的。2016年，在被英国医学期刊访查的211家临床委托小组中，184家回应并有72家承认使用过这类措施。实施这类措施的机构中有14%可证明有开支节省，12%整体上没有开支节省，另74%则无法证实开支是否有节省。由于这类措施会预防家庭医生向医院转诊病人，有担忧认为家庭医生会因此拖延诊断并威胁到病患的人身安全。
截至2017年10月，英格兰共有33,302名家庭医生，上一年则有34,495名。报道称家庭医生选择其他的职业是因为他们感觉政府轻视他们的价值，并且推给他们过多的工作。这些完成所有需要确保病患健康的工作的家庭医生认为过多的工作会威胁到他们的自身健康。后治疗质量委员会经过调查，发现医院中的员工已经劳累过度，没有时间用于安全检查和相关流程，这危及了病患的健康安全。他们发现的其他问题包括员工短缺、员工高周转率以及NHS体系内部责任分配不明。委员会指出，在NHS前沿及管理层的职员都认为现在在他们身上的要求过高，来自多个组织的警告和信息，例如不同的目标和倡议的数量是他们难以处理的。每年有两百万有关病患安全的事故，其中约两万是严重级别的。这些事故包括病人体内留有棉签、主刀医师在病患错误部位进行手术等。而工作过度的员工也没有足够的时间进行针对病患安全的训练。

## 历史沿革

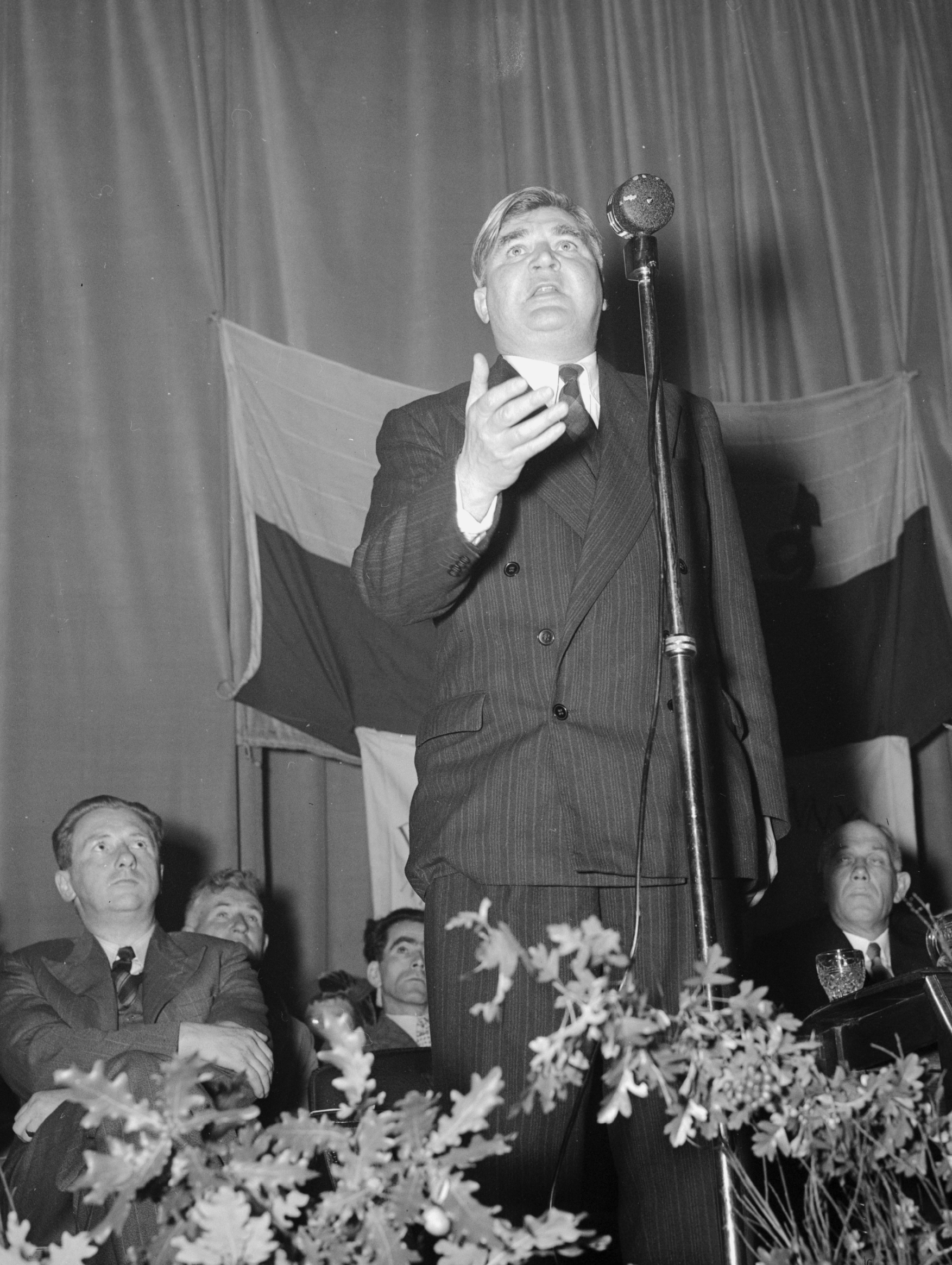
图为安奈林·贝文，他是推动NHS体系建立的先驱，于1945-1951年间任卫生大臣。

1937年，A·J·克朗宁发表小说《堡垒》，引起了当时对医疗服务缺陷的争论。作者对医疗体系的构思启发了NHS的概念的形成，且被认为对1945年工党的胜利有着非常大的贡献。第二次世界大战爆发后，英国于1939年组建了紧急医院服务，它是NHS的雏型，贝弗里奇报告中则提出了组成国家范围内的医疗服务的基本假设。
在二战前，英国的医疗服务由私人企业、市政府及慈善基金会提供，安奈林·贝文认为只有建立起国有体系才能发展，取代由地方政府运营的体系。贝文基于1912年开始的国家保险金政策，提议让每一名英国公民分配给相应的家庭医生，并以此为进入国家医疗体系的基点。在这一构想中，病患可以免费得到所有医疗、牙科及护理服务。
自1980年代开始，撒切尔夫人为首的撒切尔主义全面性的推翻了英国战后由多数政党以凯恩斯主义为中心所形成的政治共识。但是，NHS体系在保守党内也收到广泛的支持。撒切尔于1982年向英国民众表示，NHS在她手中会很“安全”。2011年，位于剑桥郡的Hinchingbrooke医院因债务原因，被私企Circle Healthcare所承包相关管理业务，政府与之签署了一份为期十年的合同。这是NHS体系中第一家由上市公司进行管理的医院。
有记录表明，部分NHS机构无法提供完善的基础性护理服务。有媒体指出，这和当地的NHS机构无法利用不足的资源满足各种不同的需求有关。在对英国群众的访查中，NHS则持续获得他们的认同和支持。